# Homeostética
A Homeostética ou Movimento Homeostético é um movimento artístico surgido em Lisboa no início dos anos 80 na sequência do movimento neo-canibal e do esforço para criar uma revista com esse nome. 

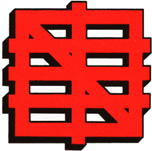
símbolo da exposição "Continentes"

## História
Composto inicialmente por Manuel João Vieira, Pedro Portugal, Ivo, Pedro Proença e Xana, que frequentavam então a escola de Belas Artes de Lisboa, estreou-se em 26 de Maio de 1983 com a 1ª Exposição Homeostética, com um manifesto, um hino, uma banda sonora (Concerto para máquina de lavar a loiça e pandeireta) e a revista/fanzine Filhos de Àtila, da qual saíram durante a exposição dois números. 
‎
Seguiram-se-lhe no ano seguinte as exposições "Um Labrego em Nova Iorque" e "Se em Portimão Houvesse Baleias". Em 1985 Fernando Brito mostra interesse em participar neste movimento e em continuar a publicação dos Filhos de Átila, empenhando-se no design de um número 3 (que nunca viria a saír) e colaborando com Pedro Proença e Manuel Vieira na criação de manifestos, mitos e personagens (Budonga, o Zigurat invertido, La Dame aux Escargots, Les Fréres Hitler, Luís Mendonça, etc).
Em Janeiro de 1986 é formalmente iniciado (através de um espezinhamento ritual) durante a exposição Educação Espartana, em Coimbra, uma exposição com características neo-conceptuais, e com uma atitute paródica para com os clichês revolucionários. Em Fevereiro alguns dos Homeostéticos expõe em Amesterdão na Rietveld Academie e em Outubro as mitologias e anseios destes artistas culminam na exposição Continentes, composta por 5 quadros de 10m x 2,5m e algumas esculturas monumentais de Xana, e que constituíu uma homenagem ao agitador cultural José Ernesto de Sousa. Nos pressupostos dessa exposição está a fórmula 6=0, e que o Universo é um Cubo. Durante a inauguração acturam os Ena Pá 2000 ("o braço musical da Homeostética", segundo alguns críticos) e foram criadas peças de design de Moda e de Equipamento destinados ao evento (a secretária Adamastor de Filipe Alarcão e roupa dos Pérolas a Porcos).
A exposição Continentes marcou um indeterminado e inacabado fim do grupo, que prosseguiu sobre outras designações - X-homeostéticos (Cócós & Porkys), Fundição I e II, Ases da Paleta, Gabinete de Altos Estudos Estéticos, Brito no Poste, etc. Em 2001, a candidatura de Manuel João Vieira à Presidência da República mobiliza boa parte dos homeostéticos, conseguindo recolher a quase totalide das assinaturas exigidas para o acto eleitoral.
Em Julho de 2003 voltam a expôr juntos na casa das Artes em Tavira e em Julho de 2004, depois de uma série de congressos preparatórios, faz-se uma retrospectiva do grupo no Museu de Serralves no Porto com tanques à porta(chaimites que participaram na revolução portuguesa de 25 de Abril), uma churrascada monumental, megafones repetindo palavras de ordem nos jardins e outros eventos, (performances, concertos, debates, etc.). Esta exposição foi prolongada em associação com o Museu de Serralves na Universidade de Aveiro. Em Novembro de 2008, comemorando 25 anos de Homeostetica, estreou-se o filme 6=0 de Bruno Almeida na Doc Lisboa,onde obteve uma Menção de Honra.

## Termo homeostética
Homeostética é um termo inventado em 1982 por Pedro Portugal a partir da leitura do primeiro volume do Método de Edgar Morin, em que as ideias sistémicas e científicas da complexidade são abordadas. A associação a outros termos como homeopatia e homeostase é assim natural, inserindo-se numa bio-lógica de auto-regulação e de interactividade generalizada. A autonomia da arte relativamente à physis (ao perpétuo eclodir) é absurda. Nos primeiros documentos que se destinavam à publicação da revista Homeostética, datados de Fevereiro/Março de 1982 fala-se de "hipercomplexidade", de "artephysis": "A artephysis é uma pretensão genésica, caosgenética e cosmogenética, é a superestrutura que cede o lugar à poliestrutura, é a civilização que passa a focos civilizacionais interactuantes, é a individualização colectiva processada a um nível multiforme e hiper-complexo, e não a individualização uniformizadora e separadora." (in diário de um neo-canibal). Este contexto é aliado a uma atitude "dadaísta de 5ª geração" (Manuel Vieira), a um "hiperdadaísmo voluntáriamente fracassado" (Pedro Proença) e a um ar do tempo (moda da mudança paradigmas, pós-modernismo, etc.) em que um termo é mais a multiplicidade das suas definições e posições do que um conceito estanque. Ou então é a sua capacidade de suscitar performances, como por exemplo: "festas homeofrenéticas".
Mais recentemente Rodrigo Sousa refere-se ao "homoios" de homeostética como algo de importância capital, porque assim sendo, a homeostética é algo "que se parece com a estética", logo, que se parece com a arte, sendo uma fraude relativamente aos mecanismos de legitimação da arte e da estética. Este pressuposto não só suspende todo o desejo de legitimação como considera hipócrita a Arte nas suas manias legitimizadoras, sobretudo as vindas da Estética ("a estética, bem intencionada, é metafísica do mercado").
A Homeostética não se propõe nem acabar com a arte, nem sabotá-la, nem denunciar algo, mas pura e simplesmente viver a vida conscientemente, no mais nobre e no mais sórdido, praticando algo que é tão baixo ou elevado quanto a arte, confundindo-se por vezes com esta, de forma a poder sobreviver, ou distanciando-se por vezes paródicamente, sabendo que é muito mais importante a participação na artephysis do que na art-world.

## Manifestos Homeostéticos
O Movimento Homeostético praticou com assiduidade a tradição modernista dos manifestos como momentos de tomada de consciência e de incentivação a novas práticas. Nas primeiras manifestações começaram por ser uma prática pública, mas depressa se tornaram elementos clandestinos de excitação e de tomada de consciência. Nos três anos antes do "fim" foram produzidas cerca de três dezenas de manifestos.

## Teoria Homeostética
Dentro do próprio "movimento" alguns de seus participantes recusam a pretensão teórica, considerando-a como uma produção quase exclusiva de Pedro Proença e que em nada afecta as suas produções artísticas. Para Proença a teoria é construída com contributos de todos (inclusive de Xana e de Ivo) e os textos de Portugal, Vieira e Brito, por exemplo, ainda que divergentes nas atitudes contribuem para um clima que desagua por exemplo nas noções de Post-paradoxal, Infracriptográfico e Transmenipeico, e por fim, na fórmula 6=0 (e no triângulo Métis/Kairos/Enthousiasmous). Mas como foi referido anteriormente, a noção de Homeostética ao parecer-se com a estética acarreta consigo o de "homeoteorias" (coisas que se parecem com teorias), sendo estas igualmente uma prática pseudo-artística ("é uma pseudo-arte pseudo-conceptual!").

## Literatura Homeostética
Há uma vasta literatura homeostética, da poesia sonora ("Walking around Serra da Estrela") às cartas do Capitão Nemo, passando por narrativas, teatro, etc. Há quase sempre algo de desconcertante e de banda desenhada - o sentimental alterna com o cómico, o saturniano com a onomatopeia, desaguando o irónico no slogan e vice-versa.

## Representantes do início do movimento
- Ivo Silva
- Xana
- Manuel João Vieira
- Pedro Portugal
- Pedro Proença
- Fernando Brito

## Ver Também
- ligação externa (Pedro Proença)